# Synagoga w Otwocku (ul. Wąska 30)
Synagoga w Otwocku – została zbudowana w 1928 roku, według projektu Marcina Weinfelda, przy ulicy Wąskiej 30. Podczas II wojny światowej hitlerowcy zniszczyli synagogę. Obecnie nie istnieje.